# Bephratelloides petiolatus
Bephratelloides petiolatus är en stekelart som beskrevs av Grissell och Schauff 1990. Bephratelloides petiolatus ingår i släktet Bephratelloides och familjen kragglanssteklar.
Artens utbredningsområde är Panama. Inga underarter finns listade.